# Bottle Fairy
Bottle Fairy (яп. 瓶詰妖精 Биндзумэ ё:сэй, «Феи из бутылки») — аниме-сериал, созданный совместно студиями Xebec и Studio Orphee. 
Основной сюжет разворачивается вокруг бутылочных фей, которые практически ничего не знают о человеческом мире. Они узнают с каждой серией всё новое о японской культуре и традициях. Действие в каждой серии происходит в различные месяцы года.

## Сюжет
Феи в бутылочке прибывают из другого мира, чтобы многое узнать о земле и превратиться в людей. Они попадают в Японию. При сильном желании превратиться в человека феи могут сливаться воедино в одну человеческую девочку, сохраняя при этом отдельно свои личности. Параллельно феи узнают о японской культуре, праздниках и традициях да и о людских вещах в совокупности. Их главная цель достигается в 12 серии, через год после прибытия на Землю, когда они становятся настоящими людьми.

## Список персонажей
Куруру (яп. くるる) — «Голубая Фея». У неё голубые глаза и розовые волосы. Она олицетворяет весну. Куруру очень энергичная и любит много фантазировать.
Сэйю: Нана Мидзуки
Тирири (яп. ちりり) — «жёлтая фея». У неё жёлтые глаза и белые волосы. Она олицетворяет лето. Очень дружелюбная и наивная, с сюрреалистическим воображением. Обожает мыльные оперы и шляпы. Может превращать мечты в реальность.
Сэйю: Каори Надзука
Сарара (яп. さらら) — «Красная фея». У неё красные глаза и серые волосы. Олицетворяет осень. Очень спокойная, имеет мальчишеские черты характера.
Сэйю: Юи Хориэ
Хороро (яп. ほろろ) — «Зелёная фея». У неё зелёные глаза и чёрные волосы. Олицетворяет зиму. Самая отдалённая и робкая фея из всех. Хороро всегда «витает в облаках» и боится знакомиться с новыми людьми. Много думает о еде.
Сэйю: Ай Нонака
Кусатихо (яп. くさちほ) — Персонаж, который образуется в результате слияния всех фей. Имя «Кусатихо» носит первые слоги всех имён фей. В такой форме все феи сохраняют сознание и могут по порядку управлять Кусатихо. Со стороны кажется, что «девочка» страдает раздвоением личности. Когда Кусатихо управляет определённая фея, то цвет её глаз меняется в цвет управляющей феи.
Сэнсэй-сан (яп. せんせいさん) — Папа фей. До конца его имя так и не раскрывается. Он следит за феями и даёт советы и рассказывает про человеческий мир. Работает ассистентом в университете.
Сэйю: Кисё Танияма
Тама-тян (яп. たまちゃん) — Девочка, соседка фей. В конце сериала оканчивает первый класс. Носит обычно карандаш в волосах. Всегда готова помочь феям, которые доверяют ей. Она, как правило, даёт необдуманные советы и вводит тем самым других в заблуждение.
Сэйю: Харуко Момои

## Медия

### Аниме
Впервые транслировался по телеканалу TVK с 3 октября по 26 декабря 2003 года. Всего было выпущено 13 серий по 12 минут. Сериал был лицензирован на территории США компанией Geneon и выпускался на двух DVD-изданиях в 2005 и 2006 годах.

#### Список серий
| Список серий | Список серий   | Список серий        |
| № серии      | Название       | Трансляция в Японии |
| ------------ | -------------- | ------------------- |
| 1            | Апрель «April» |                     |
| 2            | «May»          |                     |
| 3            | «June»         |                     |
| 4            | «July»         |                     |
| 5            | «August»       |                     |
| 6            | «September»    |                     |
| 7            | «October»      |                     |
| 8            | «November»     |                     |
| 9            | «December»     |                     |
| 10           | «January»      |                     |
| 11           | «February ~»   |                     |
| 12           | «March»        |                     |
| 13           | «And Then»     |                     |

### Музыка
- Открытие

Oshiete Sensei-san 教えてせんせいさん (1—13 серии)
- Концовка

Haru Uta ~Kururu~ (Spring Song ~Kururu~) исполняла: Нана Мидзуки (1—3 серии)
Natsu Uta ~Chiriri~(Summer Song ~Chiriri~) исполняла: Каори Надзука (4—6 серии)
Aki Uta ~Sarara~ (Autumn Song ~Sarara~) исполняла: Юи Хориэ (7—9 серии)
Fuyu Uta ~Hororo~ (Winter Song ~Hororo~) исполняла: Ай Нонака (10—12 серии)
Shiki Uta ~Binzume Yousei~ (Four Seasons Song ~Bottle Fairies~) (13 серия)

## Критика
Представители сайта Anime News Network отметили, что аниме-сериал предназначен для детей младших классов, и в реальности о нём нечего сказать, кроме того, что он является своеобразным японским эквивалентом Телепузиков. Если же многие детские сериалы для девочек, такие, например, как A Little Snow Fairy Sugar развивают сюжетную линию с романтическими элементами, то данный сериал — полная загадка. Здесь нет ничего смешного, а сами шутки сосредотачиваются только на феях, чей смысл не понятен, и их мгновенно заменяют другие. Так что сериал для взрослых точно не подойдёт.